# Уилсон, Джеральд
Джеральд Стэнли Уилсон (англ. Gerald Stanley Wilson) (4 сентября 1918 – 8 сентября 2014) – американский джазовый музыкант, композитор и преподаватель. Работал с музыкантами: Дюк Эллингтон, Сара Воан, Рэй Чарльз, Джули Лондон, Диззи Гиллеспи, Элла Фицджеральд, Бенни Картер, Лайонел Хэмптон, Билли Холидей, Дайна Вашингтон, и Нэнси Уилсон.

## Ранние годы
Родился в городке Шелби, штат Миссисипи. В 16 лет переехал в  Детройт, где окончил среднюю школу Касс, одним из его одноклассников был Уорделл Грей. В 1939 году присоединился к оркестру Джимми Лансфорда, заменяя трубача и аранжировщика Си Оливера. Будучи членом оркестра, Уилсон внёс свой вклад в репертуар, в том числе «Hi Spook» и «Yard-dog Mazurka», причём первая была написана под влиянием песни «Caravan» Эллингтона, а вторая повлияла на «Intermission Riff» Стэна Кентона.
Во время Второй мировой войны Уилсон некоторое время путешествовал с военным флотом США в числе прочих музыкантов, среди которых были  Кларк Терри, Уилли Смит и Джимми Ноттингем. Позднее, в 2005 году, некоторые из них воссоединятся в проекте "The Great Lakes Experience Big Band", где Уилсон выступит дирижёром.
Также Уилсон приглашался как музыкант и аранжировщик в ансамбли  Бенни Картера, Дюка Эллингтона, Бэйси Каунта и Диззи Гиллеспи.

## Карьера

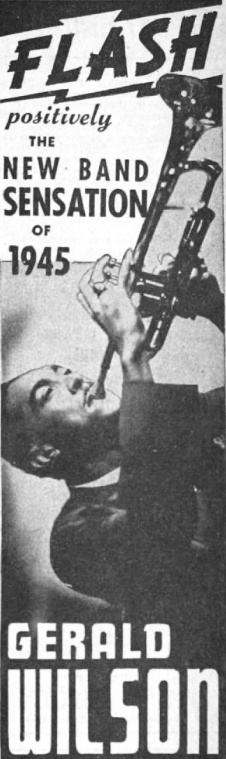
Рекламный плакат, 1945 г.

Джеральд Уилсон собрал собственный бэнд, который пользовался некоторой известностью в середине 1940-х годов. 
В 1960 г. им был собран новый оркестр в Лос-Анджелесе, с которым был сделан ряд записей для лейбла Pacific Jazz. Заглавный трек для альбома California Soul был написан дуэтом Ashford & Simpson, также альбом включал кавер-версию песни Light my fire группы The Doors. В состав оркестра в разное время входили Снуки Янг и Кэрмелл Джонс (труба), саксофонисты Бад Шэнк, Джо Мэйни, Гэрольд Лэнд, Тедди Эдвардс и Дон Раффелл. Ритм-секцию составляли Джо Пасс (гитара), Ричард Холмс (орган), Рой Эйерс и Бобби Хатчерсон (вибрафон), а также Мел Левис и Мел Ли (ударные).

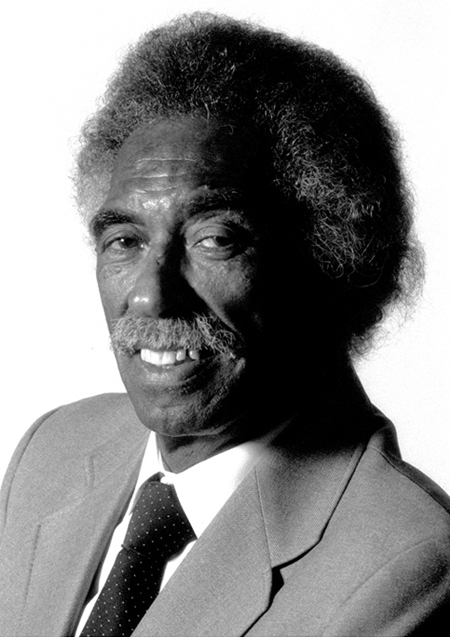
Дж.Уилсон на Bach Dancing & Dynamite Society, Half Moon Bay, Калифорния, 24 января 1988 г., фото: Brian McMillen

В более позднее время Уилсон также продолжал руководить оркестром и записываться для лейблов Discovery и MAMA. В один из последних составов входили Луи Бонилла, Рик Баптист, Рэндалл Уиллис, сыновья Уилсона Шагги Отиса и Энтони Уилсона (оба гитаристы), и внук Эрик Отис. В репертуаре прослеживалось влияние испанской музыки, например, это заметно в бравурном соло в композиции «Carlos» (названной так в честь мексиканского матадора Карлоса Аррузы), записанной трижды при участии Джимми Оуэнса, Оскара Брашира, и Рона Бэрроуса, а также композиции  "Lomelin" (также посвящённой матадору — Антонио Ломелину),  записанной дважды, с участием Оскара Брашира и Д.Фэддиса.
Национальный фонд искусств присвоил Уилсону титул Мастера джаза (NEA Jazz Master) в 1990 году. В 1998 г. музыкант получил вознаграждение от фестиваля джаза в Монтерее за композицию «Theme for Monterey».
Приглашался в качестве специального гостя, дирижёра, в том числе в Carnegie Hall Jazz Band (сейчас называющийся Jon Faddis Jazz Orchestra of New York), Lincoln Center Jazz Orchestra, the Chicago Jazz Ensemble, европейские джазовые радио-оркестры, в том числе BBC Big Band в 2005 г.
В 1970-х совместно с Д.Смитом организовал ТВ-шоу на канале KBCA (Лос-Анджелес), называвшееся " . . . music of the past, the present, and the future".
С 1970-х годов преподавал в разное время в трёх различных университетах Лос-Анджелеса, где внёс вклад в популяризацию истории джаза. Преподавал также в частном Калифорнийском институте искусств.
В феврале  2006 г. дирижировал оркестром  Lincoln Center Jazz Orchestra.
В июне 2007 г. вместе с продюсером Al Pryor начал записывать специальный альбом, который был представлен на 50-м фестивале джаза в Монтерее и вышел в сентябре на лейбле Mack Avenue Records.  В своё время Уилсон принимал участие в праздновании 20-й и 40-й годовщины фестиваля. Пластинка Theme for Monterey была номинирована на «Грэмми» (1998). 
В сентябре 2009 г. на Detroit Jazz Festival музыкант представил сюиту «Detroit».
В 2011 г. альбом «Legasy» был номинирован на «Грэмми».

## Личная жизнь
Более 50 лет Уилсон был женат на Жозефине Вилласенор Уилсон, происходившей из мексикано-американцев. В ряде сочинений музыканта есть влияние мексиканской и испанской народной музыки (например, "Viva Tirado", которую позднее использовал коллектив El Chicano). В браке родились три дочери: Джери, Лилиан (Тери) и Нэнси Джо, сын Энтони (гитарист, работал с Дианой Крэлл). 

## Смерть
Джеральд Уилсон умер в своём доме в Лос-Анджелесе 8 сентября 2014 г. после скоротечной пневмонии.

## Дискография

### В качестве руководителя
- Gerald Wilson and His Orchestra 1945–1946 (Classics #976) CD note: recordings made for the Excelsior, and Black & White labels.
- Gerald Wilson and His Orchestra 1946–1954 (Classics #1444) CDnote: recordings made for the Black & White, U-A-R, Excelsior, and Federal labels.
- Gerald Wilson and His Orchestra On Jubilee 1946–1947 (Sounds of Yesteryear #966)
- Big Band Modern (The Jazz Factory #22880) CD note: live material recorded 1950 and 1954
- You Better Believe It! (Pacific Jazz, 1961)
- Moment of Truth (Pacific Jazz, 1962)
- Portraits (Pacific Jazz, 1964)
- On Stage (Pacific Jazz, 1965)
- McCann/Wilson - Les McCann and the Gerald Wilson Orchestra (Pacific Jazz, 1965)
- Feelin' Kinda Blues (Pacific Jazz, 1966)
- The Golden Sword: Torero Impressions in Jazz (Pacific Jazz, 1966)
- Live and Swinging: The Gerald Wilson Orchestra Plays Standards and Blues (Pacific Jazz, 1967)
- Everywhere (Pacific Jazz, 1968)
- California Soul (Pacific Jazz, 1968)
- Eternal Equinox (Pacific Jazz, 1969)
- Lomelin (Discovery, 1981)
- Jessica (Trend, 1982)
- Calafia (Trend, 1984)
- Jenna (Discovery, 1989)
- State Street Sweet (MAMA Foundation/Summit, 1994)
- Suite Memories: Reflections on a Jazz Journey...A Spoken-Word Double Album & Scrapbook (MAMA/Summi, 1996)
- Theme for Monterey (MAMA/Summit, 1997)
- New York, New Sound (Mack Avenue, 2003)
- In My Time (Mack Avenue, 2005)
- Monterey Moods (Mack Avenue, 2007)
- Detroit (Mack Avenue, 2009)
- Legacy (Mack Avenue, 2011)